# Ганкевич Микола
Микола Ганкевич гербу Абданк (16 травня 1869, м. Снятин — 31 липня 1931) — український політичний та профспілковий діяч, ідеолог австромарксизму в українській соціал-демократії, організатор робітничого руху в Галичині, перший голова і засновник УСДП, журналіст і співредактор партійних органів УСДП газет «Воля» і «Земля і воля» у 1900—1912 рр.
Заступник голови Головної української ради (ГУР) у 1914—1915 рр. і віце-президент Загальної української ради у Відні 1915—1918 рр. 1918 р. — член Української національної ради ЗУНР.

## Життєпис
Микола Ганкевич народився 16 травня 1869 року у місті Снятині (нині Івано-Франківська область, Україна, тоді Королівство Галичини та Володимирії, Австро-Угорщина) в родині священика УГКЦ.
Після закінчення Тернопільської гімназії навчався у Львівському університеті спочатку на філософському, а згодом на юридичному факультетах. Все своє життя працював службовцем львівської «Каси хорих».

### Початки політичної діяльності в 1890—1900рр.
Почав цікавитися політикою, особливо соціалістичними ідеями, ще у старших класах гімназії, коли був членом лівого крила таємного молодіжного гуртка Тернопільської гімназії.

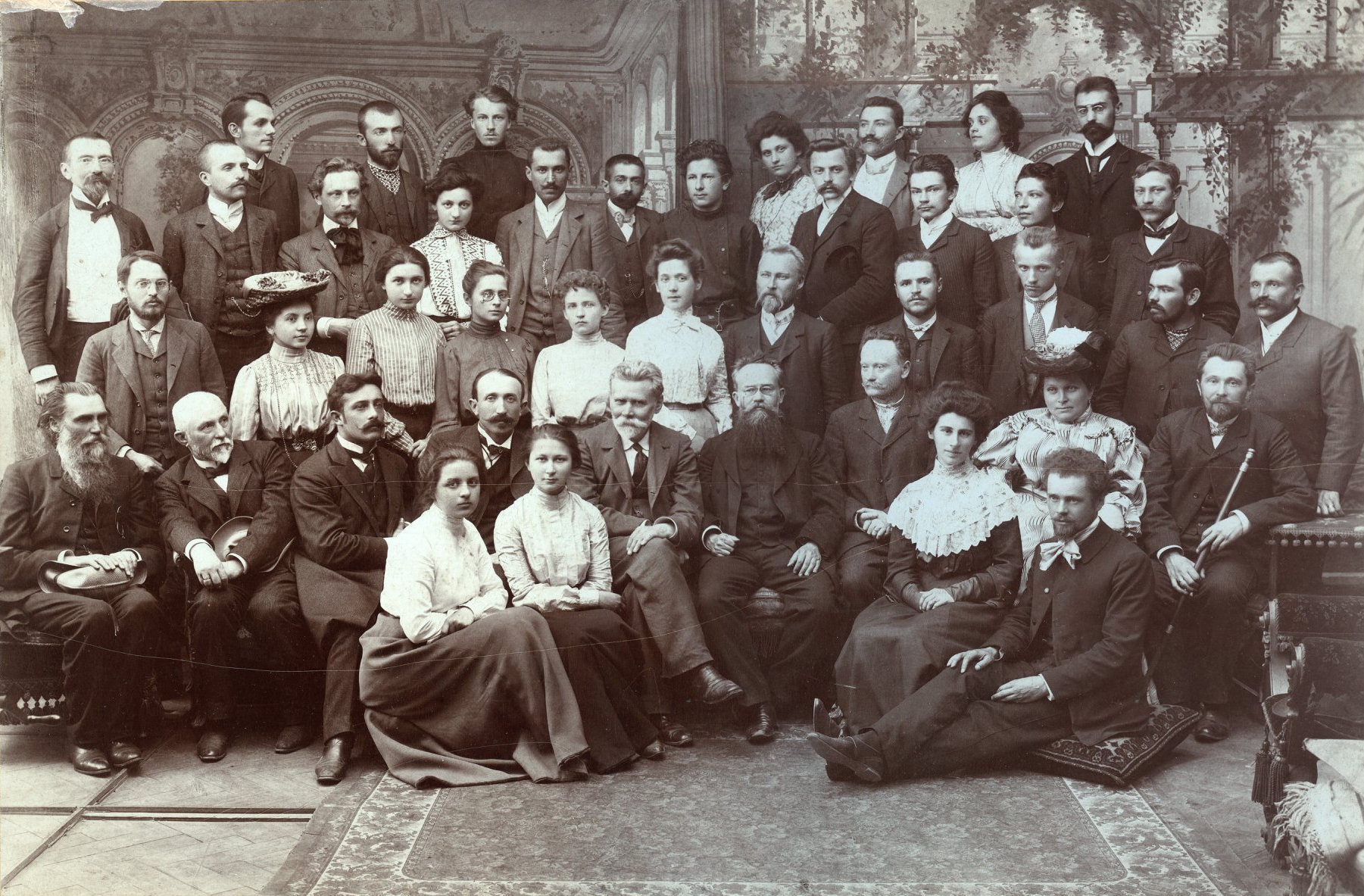
Викладачі та студенти Наукових курсів українознавства у Львові (організованих ТПУНЛШ), 5 липня 1904 р. Зліва направо: перший ряд (сидять): М. Дверницька, В. Чикаленківна, А. Трушева, І. Труш;
другий ряд (сидять): П. Рябков, Т. Ревакович, І. Брик, М. Ганкевич, Хв. Вовк, М. Грушевський, І. Франко, М. Грушевська, Вол. Гнатюк;
третій ряд (стоять): Вол. Дорошенко, М. Підлісецька (Мудракова), Г. Чикаленківна, К. Голицинська, О. Андрієвська, М. Липа, І. Липа, Ф. Шолудько, В. Панейко, Л. Сміщук, Л. Гарматій;
четвертий ряд (стоять): Вол. Лаврівський, Е. Голицинський, Юл. Бачинський, М. Крушельницька (Дроздовська), Дм. Дорошенко, Я. Грушкевич, Л. Чикаленко, Мих. Грушкевич, Ст. Дольницький, А. Хомик, М. Росткович;
п'ятий ряд (стоять): Юл. Ситник, Ол. Скоропис, Дм. Розов, Д. Старосольська (Шухевичівна), Вол. Загайкевич, Т. Єрми (п-ні Боднарова), Мих. Мочульський.

Поряд з Іваном Франком та Михайлом Павликом, М. Ганкевич, разом з групою студентів-марксистів, був одним із засновників першої української політичної партії — Русько-Української радикальної партії, брав участь в її установчому з'їзді у Львові 4-5 жовтня 1890 р.
У вересні 1896 р. М. Ганкевич разом з іншими членами УРП скликали таємні збори українських робітників у Львові, на яких вирішено заснувати українську соціал-демократичну партію. 17 вересня 1896 р. був виданий «Поклик до робітників русинів», який повідомляв про намір створити окрему, українську, соціал-демократичну партію. Ініціаторами її утворення були І. Франко, М. Павлик, М. Ганкевич та ін. З 1 січня 1897 р. почав виходити друкований орган українських соціал-демократів — газета «Robitnyk» (українською мовою в латинській транскрипції, редактором якої був М. Ганкевич. Однак організаційний комітет через політичні розбіжності того ж року розпався, а тому М. Ганкевич 1897 р. став членом Польської партії соціал-демократичної Галичини і Сілезії (ППСДГС).
Згодом УСДП була заснована радикалими-марксистами М. Ганкевичем, Семеном Вітиком, Юліаном Бачинським) та іншими на конференції 17 вересня 1899 р. у Львові як автономна національна секція Соціал-демократичної робітничої партії Австрії (СДРПА). М. Ганкевича було обрано до Екзекутиви (виконавчого комітету) УСДП та делегатом на VII конгрес СДРПА, в якому він взяв участь 24-29 вересня 1899 року у місті Брюнн (нім. Brünn, тепер — Брно).
1 січня 1900 р. розпочав видавати у Львові партійний орган УСДП — газету «Воля», водночас був її відповідальним редактором.

### Політична діяльність у 1901—1914 роках. Голова УСДП
Перший з'їзд відбувся лише 1903. Як послідовний марксист вирізнявся послідовним інтернаціоналізмом. Прикметно, що, очолюючи УСДП, він також очолював Львівський міський комітет ППСДГС, редакцію соціалістичної газети «Glos» і разом із С. Вітиком входив до керівного заряду ППСДГС (партія — маловпливова).
1903—1904 співпрацював із Революційною українською партією та її Закордонним комітетом, брав участь у 4-му Амстердамському і 6-му Штутгартському конгресах Другого інтернаціоналу. У 1913 — 1-й половині 1914 активно співпрацював зі створеним А. Жуком Українським інформаційним комітетом.

### Політична діяльність у періодПершої світової війни1914—1918рр.
Співпрацював також із Союзом визволення України, сприяв його діяльності серед укр. військовополонених. Член Головної української ради у 1914—1917 рр. і віце-президент Загальної української ради у Відні 1915-го.

### Політична діяльність у 1919—1931рр.
Польсько-українська війна справила на М. Ганкевича гнітюче враження, тому до будівництва ЗУНР він не мав стосунку. Натомість прийняв від польської влади мандат тимчасової міської ради Львова. Проте вже в лютому 1919 р. склав його, охарактеризувавши тимчасову міську раду як «пережитий, перестарілий міський режим, пережите панування дотеперішньої львівської олігархії». 29 грудня 1921 управа УСДП ухвалила виключити М. Ганкевича з партії. Втім через перехід на комуністичну платформу 1923 партія фактично поставила себе поза законом і припинила діяльність. На початку 1920-х рр. виступав проти переходу УСДП на комуністичну платформу, за що був виключений в 1923 разом з Володимиром Старосольським, Левом Ганкевичем, П. Буняком, І. Квасницею з партії.
У 1920-ті рр. ставши членом Польської Соціалістичної Партії, робив спроби знайти шляхи політичного партнерства з УСДП. М. Ганкевич продовжив співпрацювати з польськими соціалістами, незмінно виступав на львівських першотравневих вічах із промовами українською. До відновленої 1928 УСДП не повернувся.

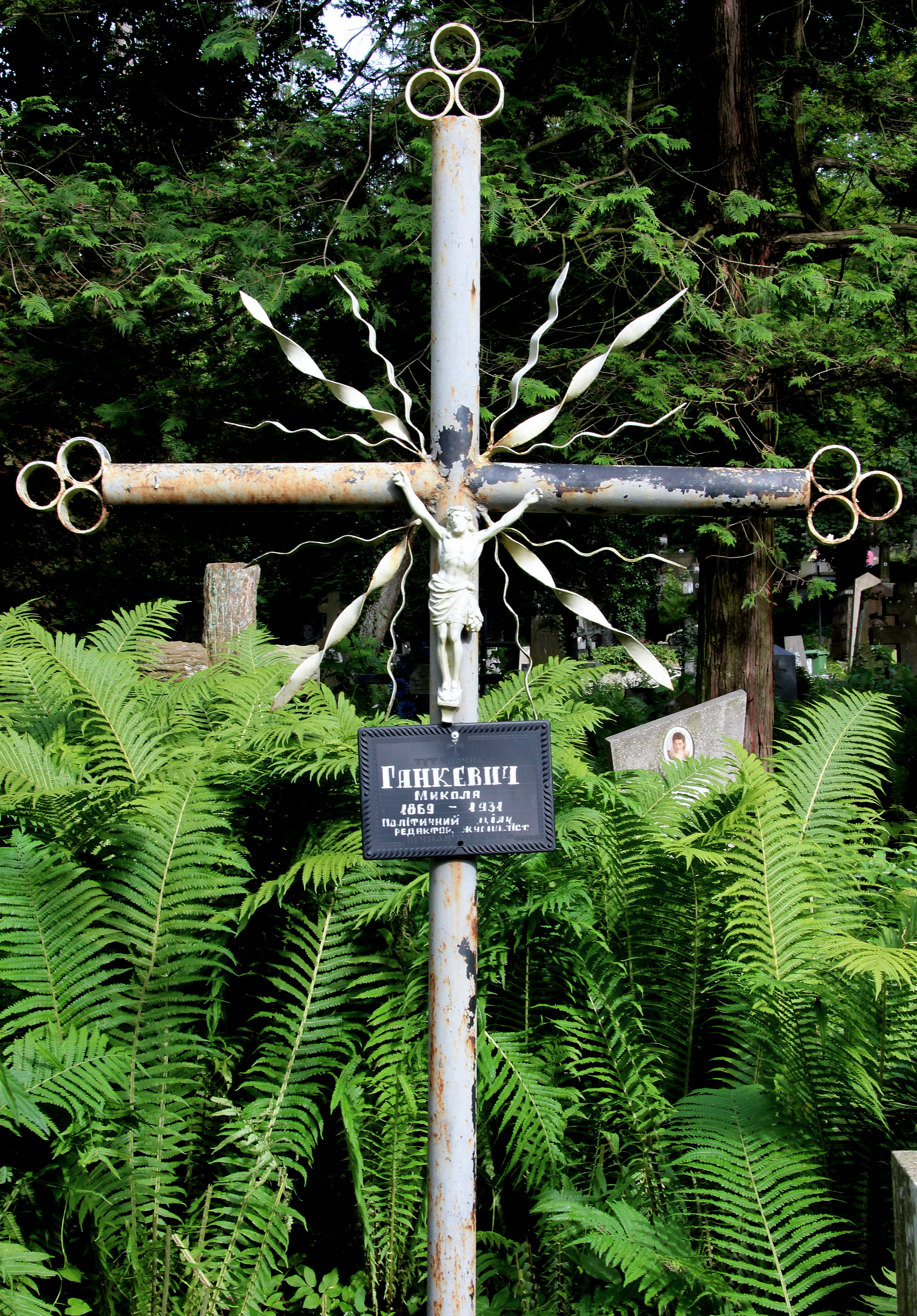

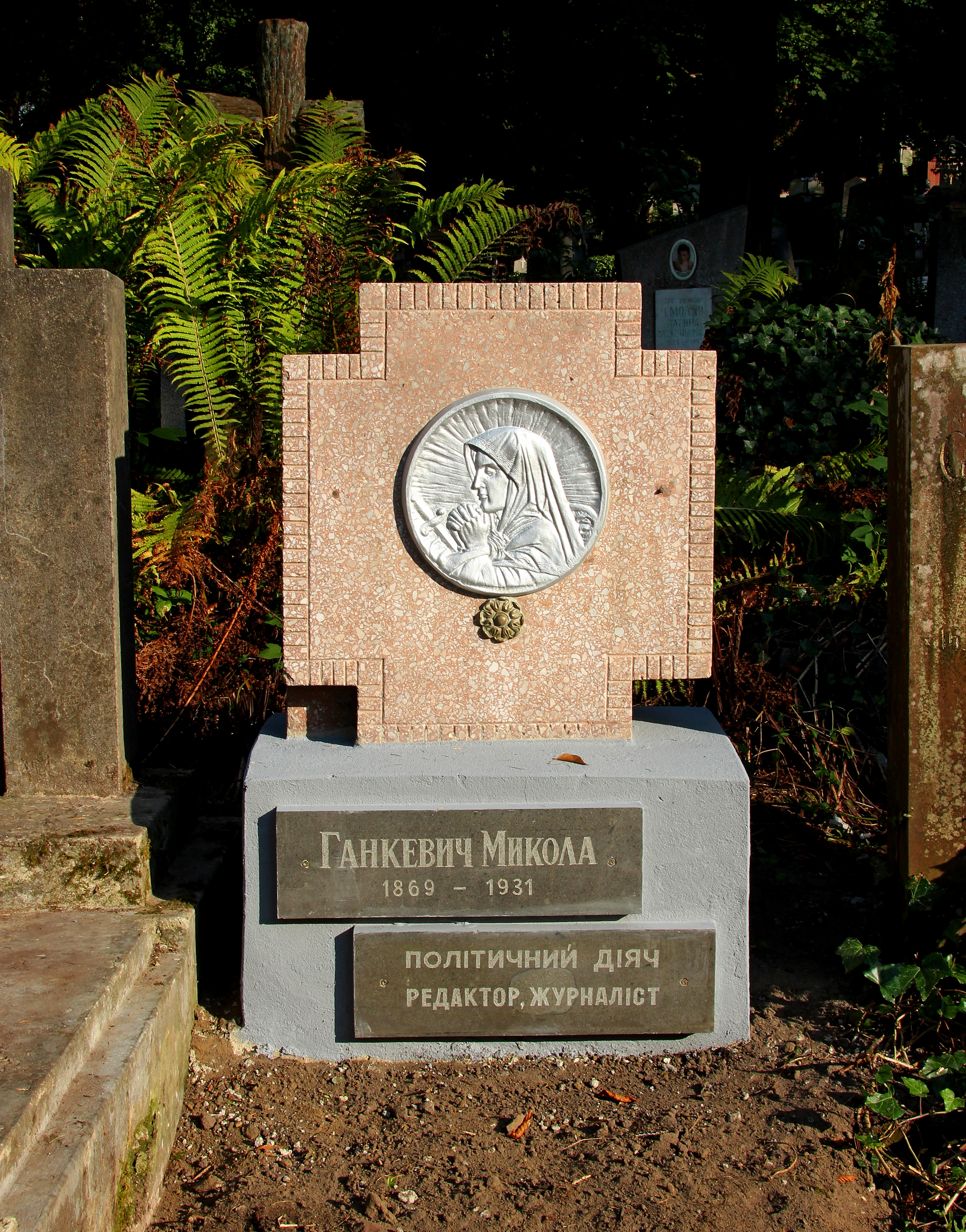

Помер 31 липня 1931 року у місті Шкло (нині Львівська область, Україна, тоді Яворівський повіт, ЗУНР, окупована Польщею, за їх адмінподілом, Львівське воєводство, Польська Республіка). Похований у Львові, на 61 полі Личаківського цвинтаря з великими почестями під прапорами УСДП і ППС.
З часом місце поховання було втрачене. У 90-х роках працівниками наукового відділу музею «Личаківський цвинтар» місце могили було визначене, у 2008 році був встановлений металевий хрест.
У 2020 році дирекцією ЛКП «Личаківський цвинтар» на місці поховання Миколи Ганкевича встановлено надмогильний знак.

## Родина
Син Генрик Верешицький — польський історик.